# Magánnyugdíjpénztár
A magánnyugdíjpénztár (rövidítve: mnyp vagy manyup) Magyarországon a három pilléres időskori ellátás (nyugdíj) második pillérének - mind nevében, mind végrehajtásában - speciális magyar változata. (Az első pillér az állami felosztó-kirovó rendszer, a harmadik pedig az Önkéntes nyugdíjpénztári rendszer.)
A Bokros-csomag intézkedéseinek idején, 1998. január 1-i hatállyal a Horn-kormány vezette be a pályakezdők kötelező magánnyugdíjpénztári tagságát. A magánnyugdíjpénztárak bevételét az - addig egészében a költségvetésbe befolyt - munkavállalói járulék megosztásával biztosította; míg az állami rendszerben maradók járuléka (7%) továbbra is az államkasszába, addig a magánnyugdíjpénztári tagok járulékából 1%-a az államkasszába, a maradék 6% - tagdíjként - a magánnyugdíjpénztárakhoz került (e számok 2010-re 9,5%, 1,5%, 8%-ra változtak). A rendszer ebben a formában megszűnt 2012. január 1-jével.
1998. január 1-i bevezetését viták előzték meg, melyek azóta is folynak, részben, mert a bevezetett hárompilléres nyugdíjrendszer lényegesen eltér a Világbank modelljétől, valamint sokan vitatják magának a Világbanki modellnek a megfelelőségét is. Tekintettel arra, hogy a magánnyugdíjpénztár (második pillér) témáját nem lehet elválasztani az állami nyugdíjrendszertől, így a továbbiakban mindkettőről szó lesz. (Az Önkéntes nyugdíjpénztár, mint a rendszer harmadik pillére független az első kettőtől, így érdemben itt nincs tárgyalva.)

## Születése

### Előzményei
Magyarországon az ipari munkásság és a magánalkalmazottak számára 1928-ban létrehozott nyugdíjrendszer tőkefedezeti rendszerben működött. Fő intézményei, az Országos Társadalombiztosító Intézet (OTI) és Magánalkalmazottak Biztosító Intézete (MABI), teljes tőkésítettségük ellenére kváziállamiak voltak. A második világháború alatt tőkéjük megsemmisült vagy leértékelődött. Minthogy az államnak nem volt sem ereje, sem politikai akarata újratőkésítésükre, 1945 után szerepüket már nem tudták betölteni. Az 1944–1947-ben lezajlott szakmai viták egy szovjet mintára bevezetett, tisztán állami finanszírozású, felosztó-kirovó jellegű nyugdíjrendszerhez vezettek. A háború utáni gazdasági növekedés és a demográfiai helyzet (Ratkó-korszak!) biztos alapot adtak a járulékbevételek növekedéséhez, ezen keresztül nyugdíjak finanszírozásához. 1975 körül a rendszer „beállt”: elvben teljes körű foglalkoztatottság mellett minden munkából - kora vagy rokkantsága miatt - kiesett állampolgár nyugellátásban részesült. Ugyanakkor a csökkenő ütemű gazdasági növekedés, a növekvő infláció valamint a béreket és inflációt nem követő nyugdíjak jelentős feszültségekhez vezettek.
A szocialista rendszer 1989-es gazdasági és társadalmi összeomlása után a gazdaság mélypontra került, az aktív munkavállalók számának drasztikus csökkenése, valamint a(z előrehozott) nyugdíjasok számának növekedése beavatkozást kívánt. Szemléltetésül: „a nyugdíjasok számának és a járulékfizetők számának a hányadosa – az 1989. évi 51,4 százalékról 1996-ra már 83,9 százalékra ugrott. E folyamatok hatására 1994-ben a nyugdíjkiadások elérték a GDP 10 százalékát.”
Az Antall- és Boross-kormány strukturális átalakításai, illetve intézkedései , valamint a Horn-kormány stabilizációs programja és a nyugdíjrendszer további módosítása oda vezetett, hogy 1996-ra a nyugdíjkiadások visszaestek a GDP 8,3 százalékra, a szociális és nyugdíj ellátások rendszere átláthatóbbá vált.
Ugyanakkor a rendszer alapvető problémái, többek közt a nyugdíj-biztosítási rendszer belső ellentmondásai, a nyugdíj-biztosítási és szociális elemek keveredése, a bonyolult nyugdíj kalkuláció, a kialakult preferenciális elvek, melyek korcsoportok szerint differenciált nyugdíjakat eredményeztek, valamint a 2020-ra előrejelzett demográfiai problémák éretté tették a helyzetet egy alapvető reformra.

### Ellentmondó reformtervek
1994-ben elkezdődött a reformok tervezése, de rövidesen kiderült, hogy bár mindenki egyetért az átfogó reformok szükségszerűségében, a reformok megvalósításának módjában már nincs egyetértés.
Míg a - kormány által e feladatra életre hívott - jóléti bizottság, a Nyugdíjbiztosítási Önkormányzat, s a tervezésbe bevont független szakértők csoportja (eleinte a Népjóléti Minisztérium is) alapvetően az nyugat-európai áramlatokba jobban illeszkedő felosztó-kirovó rendszer keretein belül látták a megoldást, addig a Pénzügyminisztérium - a tervezésbe bevont Világbank szakértőivel támogatva - a tőkésítés és kötelező magánnyugdíjpénztár bevezetésével látta megoldhatónak a problémát (a Népjóléti miniszter lemondása után a Népjóléti Minisztérium is ezt az álláspontot képviselte).
Érdekesség: mindkét terv „hárompilléres” megközelítésű volt.

#### A Nyugdíjbiztosítási Alap Önkormányzata által kidolgozott terv
Ez a terv a régi rendszer (felosztó-kirovó) gyökeres megreformálásán alapul, s „kombinálni kívánta a bismarcki biztosítási hagyományt a beveridge-i univerzalizmussal”.
A terv főbb pontjai:
- nyugdíj-privatizáció nélküli, állami nyugdíjbiztosítási modell, az eddigi rendszer teljes megreformálásával, elválasztva a szociális és társadalombiztosítási feladatot, két pillért alkotva.
- az első pillér (szociális) egy garantált, mindenki számára azonos összegű, munkáltatói adókból finanszírozott alapnyugdíjat biztosít
- a második pillér (társadalombiztosítási) a levont munkavállalói járulék alapján juttat nyugdíjjáradékot.
  - a járulékok egyéni számlás vezetése
  - erős kapcsolat létesítése a járulék és a nyugdíjjáradék között, pontrendszer bevezetésével (német minta)
  - éves tájékoztatás a biztosított felé az addig elért járadékpontjáról
  - a járadékpont értékét az Országgyűlés határozza meg évente a nettó keresetek alakulása alapján.
- harmadik pillérként támogatja az önkéntes nyugdíjpénztárak működését.
- a Nyugdíjbiztosítási Alap – a nyugdíjkorhatár felemelése után várható – többleteiből "kollektív tőkésítés" a várható demográfiai problémák fedezetére

Zökkenőmentesen, gyorsan bevezethető rendszer.

#### A Pénzügyminisztérium által kidolgozott terv
A később a Munkaügyi Minisztérium által is támogatott terv a Világbank által ajánlott hárompilléres rendszert vette alapul, bár jelentős változtatásokkal (latin-amerikai modell). Ez a kötelező, tőkésített magánnyugdíjpénztári rendszert támogatta (második pillér), de elvetette az egyösszegű alapnyugdíjat, s az első pillért (állami) meghagyta járulékalapú, felosztó-kirovó rendszernek.
A terv főbb pontjai:
- az első pillér állami: teljes egészében meghagyja az eredeti, felosztó-kirovó rendszert a nyugdíjak 2/3-ad részére
- a második pillér a magánnyugdíjpénztár, melynek alapítását törvény teszi lehetővé
  - a magánnyugdíjpénztár kötelező a munkába újonnan belépők számára
  - bevételeit tagdíjból szedi, mely
    - kötelezően a tagok munkavállalói járulékának törvény által meghatározott része, valamint
    - önkéntesen meghatározott összeg

  - a befolyt járulékokat tőkésíti, nyugdíjalapokat képez
  - a nyugdíjalapokban egyéni számlát vezet
  - a tagnak - nyugdíjba vonulásakor - a felhalmozott járulékvagyonát kifizeti, vagy járadékot vásárol
- harmadik pillérként támogatja az önkéntes nyugdíjpénztárak működését.

A rendszer „beéréséhez” több évtized kell.
A kormány elé végül - 1996 májusában - ez a terv került beterjesztésre.

#### Két vélemény, két oldalról
„A paradigmatikus vita a két terv között több évig tartott, s helyenként kompromisszumhoz vezetett. Például a PM fokozatosan 25 százalékra csökkentette a magánpillér arányát az átirányított járulékokban mérve. Amikor a kormány meghozta a végső döntést a radikális, részleges privatizálási terv mellett, csupán néhány hónap maradt a jogi és pénzügyi részletek kidolgozására, amelyeket az Országgyűlés elé terjesztettek. Néhány önkényes változtatást a parlamenti vita alatt hajtottak végre a szövegen, amikor a szakembereknek nem volt idejük arra, hogy ellenőrizzék a képviselők által javasolt és az Országgyűlés által elfogadott módosítások konzisztenciáját.”
„A nyugdíjreform szükségessége, továbbá halaszthatatlansága a kilencvenes évek elejétől már minden szakértő számára világos volt. A nyugdíjkassza krónikus hiánya, a riasztóan alakuló demográfiai folyamatok, a nyugdíjak alakulásának esetlegessége és a konjunktúrának való kitettsége, a rendszer igazságtalanságai sürgős változtatásokat követeltek meg. Ezen a ponton még teljes volt az egyetértés szakértői és politikai körökben. A változtatás azonban szenvedélyes, alkalmasint ideológiailag túlfűtött vitákat váltott ki. A különböző európai és tengerentúli – főleg latin-amerikai – nyugdíjrendszerek tarka palettája a példák széles tárházát adta ugyan, de nem segített a döntésben, s mivel az illetékes hazai szakértők még az alapvető kérdésekben sem képviseltek egységes álláspontot, a döntés a nyugdíjrendszer fő vonásairól, jellegéről nagyon nehéz és lassú volt – még ma sem mondhatjuk, hogy e téren teljes konszenzus lenne.”

### Döntéselőkészítés - modellezés[6]
Az 1996 áprilisi beterjesztést elfogadva, a kormány egy tárcaközi nyugdíjreform-bizottságot (Pénzügyminisztérium, Népjóléti minisztérium) a reform technikai és jogi részleteinek kidolgozására, amin belül - feltételezhetően - a Népjóléti Minisztérium az első pillér (állami) reformjaiért, míg a Pénzügyminisztérium a második pillér (magánnyugdíjpénztárak) bevezetéséért felelt.
A részletes feltételek, szabályok, törvények kidolgozására a bizottságnak - ha a kormány 1998-tól be akarta vezetni az új rendszert - nagyon kevés ideje maradt.
A Pénzügyminisztérium szakértői a kidolgozásnál ötvenéves időhorizontú makromodellt és egy ezen nyugvó nyugdíjmodellt alkalmaztak (a kormánnyal egyeztetve), az alábbi feltételrendszer, makrogazdasági pálya mellett:
- az állami nyugdíjrendszer még elviselhető hiánya. (Ennek mértékét a kormányzat végül is a GDP 1 százalékában maximalizálta.)
- a gazdasági növekedés fokozatosan emelkedve 2002–2003-ban eléri az 5 százalékot, majd lassú ütemcsökkenéssel 2032-ig 2,5 százalékra mérséklődik, és utána ez a mérték stabilizálódik.
- a foglalkoztatottak száma illetve az aktivitási ráta növekedni fog, és fokozatosan eléri majd a fejlett országokra jellemző mértéket.
- csökkenő infláció, a pénzromlás üteme fokozatosan mérséklődik, 2006-ra a magyar gazdaság ebből a szempontból meg fog felelni az Európai Gazdasági és Monetáris Unióba (EMU) való belépés feltételeinek.
- az államháztartás hiánya fokozatosan közelítse, majd 2003-tól ne haladja meg a GDP 3 százalékát, ugyanakkor a GDP százalékában mért államadósság se növekedjen a 60 százalékos mérték fölé.
- a pénztárak tőke hozama a nominális GDP-t vagy a kereseti indexet legalább 1 százalékponttal meghaladja.
- a munkáltatói nyugdíjjárulék (24%) mértékadóan nem csökken (22% alá), s 2000-re a levont nyugdíjjárulék 7%-ról 9%-ra nő, ezen belül a magánnyugdíjpénztárakba utalt összeg 6%-ról 8%-ra nő, kialakítva ezzel az első és második pillér tervezett 3/4:1/4 arányát.
- a pénztárak - tőkearányosan - átlagosan 0,3 százalékos működési költséggel működnek.

### Bevezetése
Miután kialakították a nyugdíjreform jogszabályi hátterét (az egyeztetések helyenként jelentős eltérést eredményeztek az eredeti elképzeléssel szemben), a kormány 1997. május 28-án a parlament elé terjesztette a reformcsomagot. Bár több, mint 400 módosító javaslat érkezett, ezek egyike sem érintette mérvadóan a koncepciót. Végül - az alább sorolt törvények elfogadásával - a parlament elfogadta a kormány beterjesztését.
- az 1997. évi LXXX. törvény a társadalombiztosítás ellátásaira és a magánnyugdíjra jogosultakról, valamint e szolgáltatások fedezetéről;[7]
- az 1997. évi LXXXI. törvény a társadalombiztosítási nyugellátásról;[8]
- az 1997. évi LXXXII. törvény a magánnyugdíjról és magánnyugdíjpénztárakról.[9]

## Élete

### Biztató cseperedés: 1998–2002
A magánnyugdíjpénztárak többsége 1998 folyamán - nagybanki, biztosítói, munkáltatói háttérrel - megalakult, az év végén már 38 pénztár működött, de a következő években végbemenő koncentrálódás folyamata eredményeképpen 2001 végére már csak 22 pénztár működött. Jellemző, hogy míg 1999-ben a pénztárak mintegy 70 százaléka tartozott bankokhoz, illetve nagyobb biztosítótársaságokhoz, addig ez az arány 2001 végére már 90 százalékot ért el. A környezeti feltételek - ha nem is teljesen a modellnek megfelelően alakultak - bizakodásra adtak okot.

#### A 2001. évi felülvizsgálat[6]
A kidolgozó Nyugdíj munkacsoport megállapításai:
- a tervezett elemek többsége az elvártnak megfelelően működött, a 6%-on maradt tagdíj negatív hatásait a többletbevételek (önkéntes befizetés) nagyjából kompenzálták.
- az inflációs terv nem megfelelően alakult.
- probléma a pénztárak vagyongyarapodásának elmaradása a várttól („2000-ben például a vagyonnal súlyozva 6,3 százalék volt az átlagos hozam, miközben a GDP nominális növekedése több mint 15 százalék volt, és a keresetek is mintegy 13 százalékkal nőttek.”), melynek oka részben a tőzsde nem várt, hosszú és tartós visszaesése valamint a pénztárak működési költségeinek a tervezettnél lényegesen magasabb szintje (2000-ben pl. a tervezett 0,3% helyett 12,5% volt a működési költség).

A felülvizsgálatot végző szakmai bizottság megállapításai:
- a jelenleg működő szervezeti struktúra nem teremt egyértelmű felelősségi viszonyokat, az önkormányzati jellegű irányítási rendszer a gyakorlatban nem működik, valójában az alapításban jelentős szerepet játszó bankok, biztosítók „indirekt módon” meghatározzák a pénztárak tevékenységét;
- a szolgáltatási feltételek nem kellően kidolgozottak (például a szolgáltatások paraméterei nem meghatározottak, az egyösszegű szolgáltatás feltételei ellentmondásosak);
- a magánnyugdíjpénztári rendszer – ellentétben az első pillérrel – nem kezeli a rokkantsági és hozzátartozói kockázatot (csak az egyéni számla örökölhetőségét biztosítja), ez a helyzet aránytalan terhekhez vezet;
- a pályakezdők kötelező magánnyugdíjpénztári tagságának indokoltsága megkérdőjelezhető;
- a garanciális szabályok ellentmondásosak, indokolatlanul ösztönözték a 35–47 éves korosztályokat is magánnyugdíjpénztári tagságra.

#### Lényegesebb törvényi változások
A 2001. évi felülvizsgálat eredményeképpen? az Orbán kormány:
- megszüntette 2002. január 1-jétől a pályakezdők kötelező pénztári tagságának előírását, és ezzel egyidejűleg lehetővé tette a visszalépés lehetőségét mindenki számára. Az intézkedés kétségtelen hátránya, hogy szinte a végtelenségig fenntartja a „vegyes” rendszert, azaz a tisztán első pillér és a vegyes rendszer párhuzamos működését.[6] (2001. évi LXXXIV. törvény[10])
- felülvizsgálta a pénztárak garanciarendszerét és megszüntette az úgynevezett normajáradék intézményét, amely minden esetben garantálná az első pillér szerint járó ellátást csaknem egészében (a Pénztárak Garancia Alapja, valamint a fizetésképtelenség esetén fennálló garancia továbbra is fennmaradt).

### Sötét árnyak: 2002–2010

#### Lényegesebb törvényi változások
- a Medgyessy-kormány a 2002. évi XLII. törvénnyel[11] 2003. január 1-től visszaállította a pályakezdők kötelező pénztári tagságának előírását, egyúttal megszüntette (átmeneti kivételekkel) a társadalombiztosítási nyugdíjrendszerbe való visszalépés lehetőségét. Ugyanakkor az önkéntes belépést legalább 5 éves munkaviszonyhoz (pontosabban legalább 5 éves Tbj. szerint biztosítottsághoz) és 30 év alatti életkorhoz kötötte.
- a Bajnai-kormány a 2009. évi LXXVII. törvénnyel[12] biztosította a társadalombiztosítási nyugdíjrendszerbe történő visszalépés lehetőségének szűk körű megnyitását 2009 év végéig. A törvény rendelkezései szerint a társadalombiztosítási nyugdíjrendszerbe történő visszalépés lehetősége azon pénztártagok számára nyílt meg 2009. december 31-éig, akik önként váltak a magánnyugdíjpénztár tagjává és 2008. december 31-éig betöltötték 52. életévüket. A törvény lehetőséget biztosított arra is, hogy a már társadalombiztosítási (öregségi) nyugellátásban részesülő pénztártagok (volt pénztártagok) 2009 végéig kérhessék társadalombiztosítási nyugellátásuk összegének módosítását, a pénztártagság figyelmen kívül hagyásával.

#### Az eredeti modell megvalósulása ezen időszakban
Ha a tényszámokat összevetjük az eredeti, 1997-es 50 éves modellben szereplő tervekkel, azt látjuk, hogy a tények többsége a tervezettől jelentősen eltér. Nézzük tételesen:
- az állami nyugdíjrendszer még elviselhető hiánya (GDP 1%-a alatt). - Tény: A nyugdíjkassza hiánya folyamatosan emelkedve 2001-től a GDP 1%-a, 2005-től 2%-a fölé emelkedett (lásd 1. tábla).
- a gazdasági növekedés fokozatosan emelkedve 2002–2003-ban eléri az 5 százalékot, majd lassú ütemcsökkenéssel 2032-ig 2,5 százalékra mérséklődik, és utána ez a mérték stabilizálódik. - Tény: Bár az 5%-ot nem érte el, de 2006-ig 4% környékén járt. A 2006-ot követően tragikus mélységekbe esett. (1997-2010 közt rendre: 3,1%; 4,1%; 3,2%; 4,2%; 3,7%; 4,5%; 3,9%; 4,8%; 4,0%; 3,9%; 0,1%; 0,9%; -6,8%; 1,1%;[13] lásd még 1. tábla)
- a foglalkoztatottak száma illetve az aktivitási ráta növekedni fog, és fokozatosan eléri majd a fejlett országokra jellemző mértéket. - Tény: 2002-2010 közt az aktivitási ráta - nagyjából stagnálva - 60,4%-62,6% közt mozgott, míg a fejlett országok (Euro-13) aktivitási rátája - emelkedve - 65,6%-70,2% közt alakult. A foglalkoztatottak száma 3.830 ezerről 2006-ig 3.930-ra nőtt, majd 2010-re 3.780 ezerre esett vissza.[14]
- csökkenő infláció, a pénzromlás üteme fokozatosan mérséklődik, 2006-ra a magyar gazdaság ebből a szempontból meg fog felelni az Gazdasági és Monetáris Unióba (EMU) való belépés feltételeinek. - Tény: az infláció a vizsgált időszakban 3,5% és 10,0% közt mozgott[15]
- az államháztartás hiánya fokozatosan közelítse, majd 2003-tól ne haladja meg a GDP 3 százalékát, ugyanakkor a GDP százalékában mért államadósság se növekedjen a 60 százalékos mérték fölé. - Tény: Az államháztartási hiány 3,5% és 7,9% közt mozgott 2002-2010 között, a GDP százalékában mért államadósság pedig 2005-ben átlépve a 60%-ot, 2010-re 80% fölé emelkedett[16]
- a pénztárak tőke hozama a nominális GDP-t vagy a kereseti indexet legalább 1 százalékponttal meghaladja. - Tény: ?
- a munkáltatói nyugdíjjárulék (24%) mértékadóan nem csökken (22% alá), s 2000-re a levont nyugdíjjárulék 7%-ról 9%-ra nő, ezen belül a magánnyugdíjpénztárakba utalt összeg 6%-ról 8%-ra nő, kialakítva ezzel az első és második pillér tervezett 3/4:1/4 (3:1) arányát. - Tény: Míg 1998-2002 közt a járulék "jövedelem" az állam felé torzított (ezzel bizonyos mértékig csökkentve a magánnyugdíjpénztárak megfelelő arányú feltőkésítését) addig 2003-2007 közt jelentősen "nyugdíjpénztár preferált" lett, majd 2007-től valamelyest kiegyensúlyozódott (lásd 2. tábla).[17]
- a pénztárak - tőkearányosan - átlagosan 0,3 százalékos működési költséggel dolgoznak. - Tény: A 2010-es évben vagyonarányosan mért 0,5%-tól eltekintve e költség 0,6-3,1% közt mozgott, míg tagdíjarányosan 4,7-7,3% között[18]. (lásd 3. tábla)

Fentiek alapján megállapítható, hogy a magánnyugdíjpénztári rendszer első 6 évében még hellyel-közzel a tervezett modell mentén működött, de 2002-es évtől gyakorlatilag teljesen elszakadt a tervezett körülményektől, messze terven felül növelve az államháztartás terheit (lásd 4. tábla).

### A vég (?): 2010–2012
A második Orbán kormány gyors lépésekkel - hivatkozva annak jelen körülmények közötti fenntarthatatlanságára - gyakorlatilag megszüntette a „kötelező” magánnyugdíjpénztári rendszert.
- 2010 november 1-i hatállyal a "2010. évi C. törvény a nyugdíjpénztár-választás szabadságáról" eltöröli a kötelező magánnyugdíjpénztár tagságot és lehetővé teszi a visszalépést az állami nyugdíjrendszerbe.

A visszalépők - a mindenkori inflációval növelt, munkavállalói járulékból származó - tagdíjait a magánnyugdíjpénztárak visszautalják az államkasszába, míg az esetleges reálhozamot kifizetik a visszalépő pénztártagnak.
- Az ugyanakkor hatályba lépő „2010. évi CI. törvény a magánnyugdíjpénztári befizetésekhez kapcsolódó törvénymódosításokról” 2010. november 1-e és 2011. december 31-e közti időszakra a magánnyugdíjpénztári tagdíjat 0%-ban, s a magánnyugdíjpénztár tagoknak a nyugdíjjárulékot a nem magánnyugdíjpénztár tagokkal azonos, 9,5%-ban állapítja meg, ezzel gyakorlatilag a költségvetésbe irányítva a tagdíjakat.
- A 2010. december 21-én kihirdetett „2010. évi CLIV. törvény a Nyugdíjreform és Adósságcsökkentő Alapról, és a szabad nyugdíjpénztár-választás lebonyolításával összefüggő egyes törvénymódosításokról” kimondja, hogy 2011. január 31-től a magánnyugdíjpénztár rendszerben maradók illetve az oda új tagként belépők elvesztik állami nyugdíjjogosultságukat, s legfeljebb - meghatározott feltételek esetén - az időskorúak járadékára lesznek jogosultak. (Ez utóbbi törvénymódosítás - enyhén szólva - elkapkodott és átgondolatlan, s mindenképpen diszkriminatív, tekintettel arra, hogy a munkáltatók által fizetett 24%-nyi nyugdíjbiztosítási járulék továbbra is a Nyugdíjbiztosítási Alapba folyik be. Korrekciója be is következett a következő évben.)
- 2011. december 30-án kihirdetésre kerül a Magyarország gazdasági stabilitásáról szóló 2011. évi CXCIV. törvény, amely módosítja a magánnyugdíjról és a magánnyugdíjpénztárakról szóló 1997. évi LXXXII. törvény (a továbbiakban: Mpt.) egyes rendelkezéseit. Ennek értelmében 2012. január 1-től megszünteti a kötelező magánnyugdíjpénztári tagdíjfizetést azok esetében, akik fenntartották magánpénztári tagságukat. A tőlük levont munkavállalói nyugdíjjárulék ezután az állami nyugdíjkasszába kerül, megteremtve jogalapját a magánnyugdíjpénztári tagok állami nyugdíjjogosultságának.

## Magánnyugdíjpénztárak, működésük és körülményeik

### Irányadó jogszabályok
A hazai jogszabályi hátterét az 1997. évi LXXXII. törvény (törvény a magánnyugdíjról és a magánnyugdíjpénztárakról), és végrehajtását a 172/1997.(X. 6.),valamint a 282/2001.(XII. 26.) kormányrendeletek adják. Hatálya: kötelező (új munkavállalóknak), illetve választható (nem új munkavállalóknak). A nyugdíjrendszer egyike azoknak a gazdasági rendszereknek, amelyek közvetlenül nem tartoznak az Európai Unió hazainál magasabb rendű szabályozása alá, de egyes fontos esetekben (például a nyugdíj-jogosultságok nemzetközi hordozhatósága esetében) az európai jogszabályok az irányadók. Az EU a nyugdíj-jogszabályaink harmonizációját 2010 nyarán kezdte meg egy ún. Zöld Könyv vitára bocsátásával.

### Fogalmak
- Magánnyugdíjpénztári járulék: a bruttó jövedelem százalékában meghatározott érték.
- Magánnyugdíjpénztári számla: tagonkénti számla, melyen a beérkező járulékokat jóváírják, illetve ahonnan a költségeket és díjakat levonják.
- Pénztári azonosító: egy négyjegyű szám, mellyel a pénztár azonosítható.
- Törzsszám: egy nyolcjegyű szám, mellyel a pénztár azonosítható.

### Működése
- a járulék egy részét a választott magánnyugdíjpénztárhoz, más részét az állami nyugdíjbiztosításhoz utalja a munkaadó
- a magánnyugdíjpénztár tagja minden évben értesítőt kap a befizetésekről, az elért hozamokról, a költségekről, és levonásokról
- a magánnyugdíjpénztári számla megszűnik, ha a tag eléri a nyugdíjkorhatárt, meghal, vagy rokkantnyugdíjas lesz. A tag az összegyűlt pénzösszeget a nyugdíjkorhatár elérése után egy összegben felveheti, vagy a statisztikai átlagéletkorig hátralévő hónapok számával elosztva, havi nyugdíjként kérheti.
- Az állami nyugdíjpénztár adja a nyugdíj 75%-át, míg a magánnyugdíjpénztár a hiányzó (általában legalább 25%) részt. 2004-ig törvényi garancia volt arra, hogy ha a tag MNYP-i számláján nincs meg a hiányzó 25%, akkor az állam ezt kiegészíti.

### A magánnyugdíjpénztárak összehasonlítási alapja
- méret (tagok száma, illetve a kezelt vagyon nagysága)
- az adott évben, illetve hosszabb távra vetített elért hozam nagysága
- a tag magánnyugdíjpénztári számlájára terhelt költségek, és díjak

### Átjárhatóság a magánnyugdíjpénztárak között
A pénztártagok átlépési nyilatkozat alapján magánnyugdíjpénztárat válthatnak legfeljebb negyedévenkénti időszakokban, kivéve ha a tag új belépő, mert akkor a várakozási idő fél év. Az átlépés költsége: az átadó MNYP a tag mnyp-i számláján található összeg 1‰-ét kapja, melyet levonnak a pénztártag egyéni magánnyugdíj számláján lévő egyenlegből (követelésből).

### A magánnyugdíjpénztárak felelősségvállalása
- jogszabályi keret határozza meg, hogy a tagok pénzét milyen %-os megoszlásban lehet egyes befektetési formákban elhelyezni (állampapír, kötvény, részvény, befektetési alap)
- ellenőrző szerve a Magyar Nemzeti Bank

### A pénztárak gazdálkodása, jövedelmezősége
Tekintettel a közel 100%-os visszalépésre az állami nyugdíjrendszerbe - valamint arra, hogy: a) a tagoknak a reálhozamot ki kellett fizetni; b) ha nem volt fedezet az állami kasszában a nyugdíjpénztárak által visszafizetendő tagdíjakra, arról nyilván pontos információnak kell léteznie; - nagyon pontos statisztikának kell(ene) lenni a magánnyugdíjpénztárak tényleges jövedelmezőségéről. Ilyen statisztika jelenleg nem elérhető.

### Jelenlegi magyarországi magánnyugdíjpénztárak
| Pénztárkód | Törzsszám | Név                          |
| ---------- | --------- | ---------------------------- |
| 0016       | 20124355  | Szövetség Nyugdíjpénztár     |
| 0031       | 18088201  | Budapest Magánnyugdíjpénztár |
| 0001       | 20426334  | Horizont Magánnyugdíjpénztár |
| 0025       | 18079409  | MKB Rt. Magánnyugdíjpénztára |

## TÁBLÁZATOK

### 1.) A nyugdíjkassza, ezen belül a magánnyugdíjpénztárak költségvetési terhei (milliárd Ft.-ban).
|      | GDP (maastrichti számítással) | államadósság a GDP százalékában (maastrichti számítással) | költségvetési hiány | a nyugdíjkassza összesített költségvetési támogatása | előbbi, a GDP százalékában | A költségvetésből a magánnyugdíjpénztári tagok kieső járulékainak pótlására a nyugdíjkasszának átadott összeg | előbbi, a GDP százalékában |
| 1998 | 10 280,9                      | 62,0                                                      | -8,0                | 31,2                                                 | 0,3                        | 20,1 | 0,2                        |
| 1999 | 11 443,5                      | 61,1                                                      | -5,5                | 76,7                                                 | 0,7                        | 57,2 | 0,5                        |
| 2000 | 13 089,0                      | 56,1                                                      | -3,0                | 100,5                                                | 0,8                        | 69,2 | 0,5                        |
| 2001 | 15 103,9                      | 52,7                                                      | -4,1                | 169,3                                                | 1,1                        | 81,3 | 0,5                        |
| 2002 | 17 119,4                      | 55,9                                                      | -9,0                | 311,6                                                | 1,8                        | 88,7 | 0,5                        |
| 2003 | 18 738,2                      | 58,6                                                      | -7,3                | 289,0                                                | 1,5                        | 130,5 | 0,7                        |
| 2004 | 20 665,0                      | 59,5                                                      | -6,5                | 360,9                                                | 1,7                        | 168,1 | 0,8                        |
| 2005 | 22 018,3                      | 61,7                                                      | -7,9                | 446,4                                                | 2,0                        | 211,2 | 1,0                        |
| 2006 | 23 675,0                      | 65,9                                                      | -9,4                | 617,5                                                | 2,6                        | 240,9 | 1,0                        |
| 2007 | 24 989,9                      | 67,0                                                      | -5,1                | 803,3                                                | 3,2                        | 297,5 | 1,2                        |
| 2008 | 26 543,3                      | 73,0                                                      | -3,7                | 615,3                                                | 2,3                        | 330,3 | 1,2                        |
| 2009 | 25 626,5                      | 79,8                                                      | -4,6                | 689,0                                                | 2,7                        | 354,1 | 1,4                        |
| 2010 | 26 513,0                      | 82,2                                                      | -4,3                | 612,9                                                | 2,3                        | 310,3 | 1,2                        |
| 2011 | 27 635,4                      | 82,1                                                      | 4,3                 | 392,3                                                | 1,4                        | 0,0 | 0,0                        |
| 2012 | 28 048,1                      | 79,8                                                      | -2,0                | 102,8                                                | 0,4                        | 0,0 |                            |

### 2.) A nyugdíjjárulékok (fedezetek) alakulása 1998-2012 között[17]
| Járulékok | Munkaadói | Munkavállalói | Munkavállalói           | Munkavállalói           | Arány          |
|           |           | Nem MNyP tag  | Magánnyugdíjpénztár tag | Magánnyugdíjpénztár tag | Állami : Magán |
| Hova      | Államiba  | Államiba      | Államiba                | Magánba                 |                |
| 1998      | 24,0%     | 7,0%          | 1,0%                    | 6,0%                    | 4,2 : 1        |
| 1999      | 22,0%     | 8,0%          | 2,0%                    | 6,0%                    | 4,0 : 1        |
| 2000      | 22,0%     | 8,0%          | 2,0%                    | 6,0%                    | 4,0 : 1        |
| 2001      | 20,0%     | 8,0%          | 2,0%                    | 6,0%                    | 3,7 : 1        |
| 2002      | 18,0%     | 8,0%          | 2,0%                    | 6,0%                    | 3,3 : 1        |
| 2003      | 18,0%     | 8,5%          | 1,5%                    | 7,0%                    | 2,8 : 1        |
| 2004      | 18,0%     | 8,5%          | 0,5%                    | 8,0%                    | 2,3 : 1        |
| 2005      | 18,0%     | 8,5%          | 0,5%                    | 8,0%                    | 2,3 : 1        |
| 2006      | 18,0%     | 8,5%          | 0,5%                    | 8,0%                    | 2,3 : 1        |
| 2007      | 21,0%     | 8,5%          | 0,5%                    | 8,0%                    | 2,7 : 1        |
| 2008      | 24,0%     | 9,5%          | 1,5%                    | 8,0%                    | 3,2 : 1        |
| 2009      | 24,0%     | 9,5%          | 1,5%                    | 8,0%                    | 3,2 : 1        |
| 2010      | 24,0%     | 9,5%          | 1,5%                    | 8,0%                    | 3,2 : 1        |
| 2011      | 24,0%     | 10,0%         | 10,0%                   | 0,0%                    |                |
| 2012      | 24,0%     | 10,0%         | 10,0%                   | 0,0%                    |                |

### 3.) Magánnyugdíjpénztárak összesített statisztikája
Az adatok PSzÁF, majd MNB idősoros statisztikájából származnak. Az összegek millió Ft.-ban értendők.
|      | Taglétszám időszak végén | Magánnyugdíjpénztári vagyon piaci értéken, értékelési különbözettel (1998-2001 könyv sz. ért.) | Tagdíj bevételek összesen | Működéssel kapcsolatos ráfordítások | Működéssel kapcsolatos ráfordítások a tagdíjak %-ában | Működéssel kapcsolatos ráfordítások a vagyon %-ában |
| 1998 | 1 338 901                | 25 069                                                                                         | 34 256                    | 3 068                               | 9,0%                                                  | 12,2%                                               |
| 1999 | 2 020 581                | 89 341                                                                                         | 67 261                    | 4 163                               | 6,2%                                                  | 4,7%                                                |
| 2000 | 2 279 685                | 171 665                                                                                        | 79 844                    | 5 281                               | 6,6%                                                  | 3,1%                                                |
| 2001 | 2 222 030                | 283 524                                                                                        | 97 698                    | 5 982                               | 6,1%                                                  | 2,1%                                                |
| 2002 | 2 212 595                | 409 754                                                                                        | 114 559                   | 7 194                               | 6,3%                                                  | 1,8%                                                |
| 2003 | 2 303 972                | 570 225                                                                                        | 161 556                   | 9 353                               | 5,8%                                                  | 1,6%                                                |
| 2004 | 2 403 012                | 953 297                                                                                        | 212 423                   | 11 410                              | 5,4%                                                  | 1,2%                                                |
| 2005 | 2 511 110                | 1 311 310                                                                                      | 244 348                   | 12 744                              | 5,2%                                                  | 1,0%                                                |
| 2006 | 2 655 341                | 1 672 689                                                                                      | 277 291                   | 14 100                              | 5,1%                                                  | 0,8%                                                |
| 2007 | 2 787 799                | 2 033 122                                                                                      | 199 812                   | 14 682                              | 7,3%                                                  | 0,7%                                                |
| 2008 | 2 955 404                | 1 765 748                                                                                      | 445 563                   | 20 983                              | 4,7%                                                  | 1,2%                                                |
| 2009 | 3 019 284                | 2 845 782                                                                                      | 357 090                   | 17 980                              | 5,0%                                                  | 0,6%                                                |
| 2010 | 3 114 617                | 3 498 741                                                                                      | 294 586                   | 17 190                              | 5,8%                                                  | 0,5%                                                |
| 2011 | 99 601                   | 210 517                                                                                        | 3 240                     | 8 453                               | 260,9%                                                | 4,0%                                                |
| 2012 | -                        | 216 938                                                                                        | 164                       | 1 531                               | 935,1%                                                | 0,7%                                                |

### 4.) A magánnyudíjpénztári rendszer államháztartási terhei reálértéken
A beszedett munkavállalói járulékokból a magán nyugdíjpénztáraknak utalt összegek pótlására a költségvetésből a Nyugdíjbiztosítási Alapba utalt összegek, illetve azok valorizált (inflációval növelt) halmozott összege.
|      | "A" Költségvetési támogatás mrd Ft. | "B" Infláció % | "C" A K.T. éves átlagos inflációval növelt értéke mrd Ft. (A+A*B/200) | "D" Előző évig halmozott érték inflációval növelt értéke mrd Ft. (E−1+E−1*B/100) | "E" Év végi halmozott érték mrd Ft. (C+D) |
| 1998 | 20,1                                | 14,2           | 21,5                                                                  | 0                                                                                | 21,5                                      |
| 1999 | 57,2                                | 10,0           | 60,1                                                                  | 23,7                                                                             | 83,8                                      |
| 2000 | 69,2                                | 10,0           | 72,7                                                                  | 92,2                                                                             | 164,9                                     |
| 2001 | 81,3                                | 9,1            | 85,0                                                                  | 179,9                                                                            | 264,9                                     |
| 2002 | 88,7                                | 5,2            | 91,0                                                                  | 278,7                                                                            | 369,7                                     |
| 2003 | 130,5                               | 4,7            | 133,6                                                                 | 387,1                                                                            | 520,7                                     |
| 2004 | 168,1                               | 6,8            | 173,8                                                                 | 556,1                                                                            | 729,9                                     |
| 2005 | 211,2                               | 3,5            | 214,9                                                                 | 755,4                                                                            | 970,3                                     |
| 2006 | 240,9                               | 4,0            | 245,7                                                                 | 1 009,1                                                                          | 1 254,8                                   |
| 2007 | 297,5                               | 7,9            | 309,3                                                                 | 1 353,9                                                                          | 1 663,2                                   |
| 2008 | 330,3                               | 6,0            | 340,2                                                                 | 1 763,0                                                                          | 2 103,2                                   |
| 2009 | 354,1                               | 4,0            | 361,2                                                                 | 2 187,3                                                                          | 2 548,5                                   |
| 2010 | 310,3                               | 4,7            | 317,6                                                                 | 2 668,3                                                                          | 2 985,9                                   |

## Kapcsolódó irodalom
1. A World Bank policy research report: Averting the old age crisis: policies to protect the old and promote growth. - Published by Oxford University Press, Inc. 1994; ISBN 0-19-520996-6
2. Ferge Zsuzsa: Elszabaduló egyenlőtlenségek. - Társadalompolitikai olvasókönyvek; Budapest, 2000; A Hilscher Rezső Szociálpolitikai Egyesület és az ELTE Szociológiai Intézet Szociálpolitikai Tanszéke könyvsorozata. ISBN 963 463 439 7 ISSN 1215-590X
3. Antal Kálmánné-Augusztinovics Mária-Bod Péter-Borlói Rudolf-Czúcz Ottó-Ferge Zsuzsa-Gál Róbert Iván-Gerencsér László-Major Klára-Martos Béla-Máté Levente-Matits Ágnes-Katharina Müller-Réti János-Simonovits András-Stahl János-Szabó Sándorné Csemniczki Katalin-Szikra Dorottya-Tarcali Géza-Toldi Miklós: Körkép reform után. Tanulmányok a nyugdíjrendszerről. - Közgazdasági Szemle Alapítvány, Budapest, 2000; ISBN 963 00 5644 5
4. Ámon Zsolt–Budavári Péter–Hamza Lászlóné–Haraszti Katalin–Márkus Annamária: A nyugdíjreform első négy éve - Közgazdasági Szemle, XLIX. évf., 2002. június (518–527. o.)
5. Augusztinovics Mária-Gál Róbert Iván-Matits Ágnes-Máté Levente-Simonovits András-StahlJános: A magyar nyugdíjrendszer az 1998-as reform előtt és után. - Közgazdasági Szemle, XLIX. évf., 2002. június (473–517. o.)
6. Ámon Zsolt-Budavári Péter–Hamza Lászlóné–Haraszti Katalin–Márkus Annamária: A nyugdíjreform első négy éve. - Közgazdasági Szemle, XLIX. évf., 2002. június (518–527. o.)
7. Augusztinovics Mária: A nyugdíjrendszerekről. - Magyar Tudomány, 2002/4 447. o.
8. Dr. Czajlik István–Szalay György: A magánnyugdíjpénztárak működése és szabályozása. MNB-tanulmányok 48. 2006; ISSN 1585-5678 (online)
9. Németh György: A nyugdíjreformról. - Közgazdasági Szemle, LVI. évf., 2009. március (239–269. o.)
10. Matits Ágnes (2010): Mennyire lehetünk elégedettek a magánnyugdíjpénztárak hozamteljesítményével ? - Hitelintézeti Szemle, 9. évf., 2. szám (150-164. o.)
11. Európai Bizottság: Magánnyugdíjrendszerek. A magánnyugdíjrendszerek szerepe a megfelelő mértékű és fenntartható nyugdíjak biztosításában. - Luxembourg: Az Európai Unió Kiadóhivatala 2010; ISBN 978-92-79-15192-7
12. Mosolygó Zsuzsa (2010): A tőkefedezeti rendszer alapkérdéseinek új megközelítése. - Közgazdasági Szemle, LVII. évf., 7-8. szám (612-633. o.)